# 烏圖圖蓬塔山
9°10′33″S 76°52′08″W / 9.17583°S 76.86889°W
烏圖圖蓬塔山（Ututu Punta），是秘魯的山峰，位於該國北部安卡什大區，由瓦里省的保卡斯區負責管轄，屬於安地斯山脈的一部分，海拔高度4,200米。